# Puchar Kirgistanu w piłce nożnej
Puchar Kirgistanu w piłce nożnej (kirg. Кубок Кыргызстана) jest głównym pucharem narodowym w piłce nożnej w Kirgistanie.

## Zdobywcy Pucharu Kirgistanu
| Rok  | Zdobywca            | Wynik          | Finalista                 |
| 1992 | Ałga Biszkek        | 2-1            | Ałaj Osz                  |
| 1993 | Ałga-RIIF Biszkek   | 4-0            | Ałga Biszkek              |
| 1994 | Ak-Marał Tokmak     | 1-1 (2-1)dogr. | Ałaj Osz                  |
| 1995 | Semetej Kyzył-Kyja  | 2-0            | Dinamo Biszkek            |
| 1996 | AiK Biszkek         | 2-0            | Metałłurg Kadamżaj        |
| 1997 | Ałga-PWO Biszkek    | 1-0            | Dinamo-Ałaj Osz           |
| 1998 | SKA-PWO Biszkek     | 3-0            | Dinamo-Ałaj Osz           |
| 1999 | SKA-PWO Biszkek     | 3-0            | Semetej Kyzył-Kyja        |
| 2000 | SKA-PWO Biszkek     | 4-1            | Dinamo-Ałaj Osz           |
| 2001 | SKA-PWO Biszkek     | 2-0            | Żasztyk-Ak-Ałtyn Kara-Suu |
| 2002 | SKA-PWO Biszkek     | 1-0            | Żasztyk-Ak-Ałtyn Kara-Suu |
| 2003 | SKA-PWO Biszkek     | 1-0            | Żasztyk-Ak-Ałtyn Kara-Suu |
| 2004 | Dordoj-Dinamo Naryn | 1-0            | Żasztyk-Ak-Ałtyn Kara-Suu |
| 2005 | Dordoj-Dinamo Naryn | 1-0            | Żasztyk-Ak-Ałtyn Kara-Suu |
| 2006 | Dordoj-Dinamo Naryn | 4-0            | Żasztyk-Ak-Ałtyn Kara-Suu |
| 2007 | Abdysz-Ata Kant     | 2-1            | Łokomotiw Dżalalabad      |
| 2008 | Dordoj-Dinamo Naryn | 2-2 (4-3)k.    | Żasztyk-Ak-Ałtyn Kara-Suu |
| 2009 | Abdysz-Ata Kant     | 2-0            | Dinamo Osz                |